# Вотертаун (Конектикат)
Вотертаун (енгл. Watertown) насељено је место без административног статуса у америчкој савезној држави Конектикат.

## Демографија
По попису из 2010. године број становника је 3.574.
| Група             | 2000.    | 2010.         |
| Белци             | 0 (0,0%) | 3.370 (94,3%) |
| Афроамериканци    | 0 (0,0%) | 38 (1,1%)     |
| Азијати           | 0 (0,0%) | 33 (0,9%)     |
| Хиспаноамериканци | 0 (0,0%) | 100 (2,8%)    |
| Укупно            | 0        | 3.574         |